# Béla von Kehrling
Kehrling Béla est un joueur hongrois de tennis né à Spišská Sobota le 25 janvier 1891 et décédé le 26 avril 1937 à Budapest.
Il exerce également dans d'autres sports : le tennis de table, le football, le hockey sur glace et le bobsleigh.

## Carrière

### Tennis
Il joue en tournoi du Grand Chelem (uniquement en simple à Roland Garros et Wimbledon) de 1925 à 1934, sauf aux éditions parisiennes de 1925, 1928 et 1930. En 1929 il atteint les quarts de finale dans les deux tournois, respectivement battu par René Lacoste et Henry Austin.
Il joue en Coupe Davis pour la Hongrie tous les ans de 1924 à 1933, 46 matchs.
Il participe aux Jeux olympiques en 1912 et 1924 en simple et double.

### Autres sports
Il fut aussi joueur de tennis de table dont il a été finaliste de la première coupe du monde.
Il est aussi pratiquant du hockey sur glace et du bobsleigh.
En tant que footballeur, il évolue avec l'équipe nationale : il est international à 4 reprises.

### Titres en simple
- Kassa 1920[2]
- Götheborg Games 1923
- Merano 1923
- Hambourg 1924
- All England Plate 1925
- Cannes 1926
- Monte Carlo 1926
- Monte Carlo 1927
- Hungarian Championship 1929
- Hungarian Championship 1931
- San Remo 1932

### Finales en simple
- Switzerland Championship 1924
- Hambourg 1925
- Monte Carlo 1928
- Bordighera 1929
- Bordighera 1930
- Budapest 1930
- Yugoslavian Championship 1930
- Beaulieu 1932
- Beaulieu 1933